# Kriegerdenkmal Kleinkorbetha

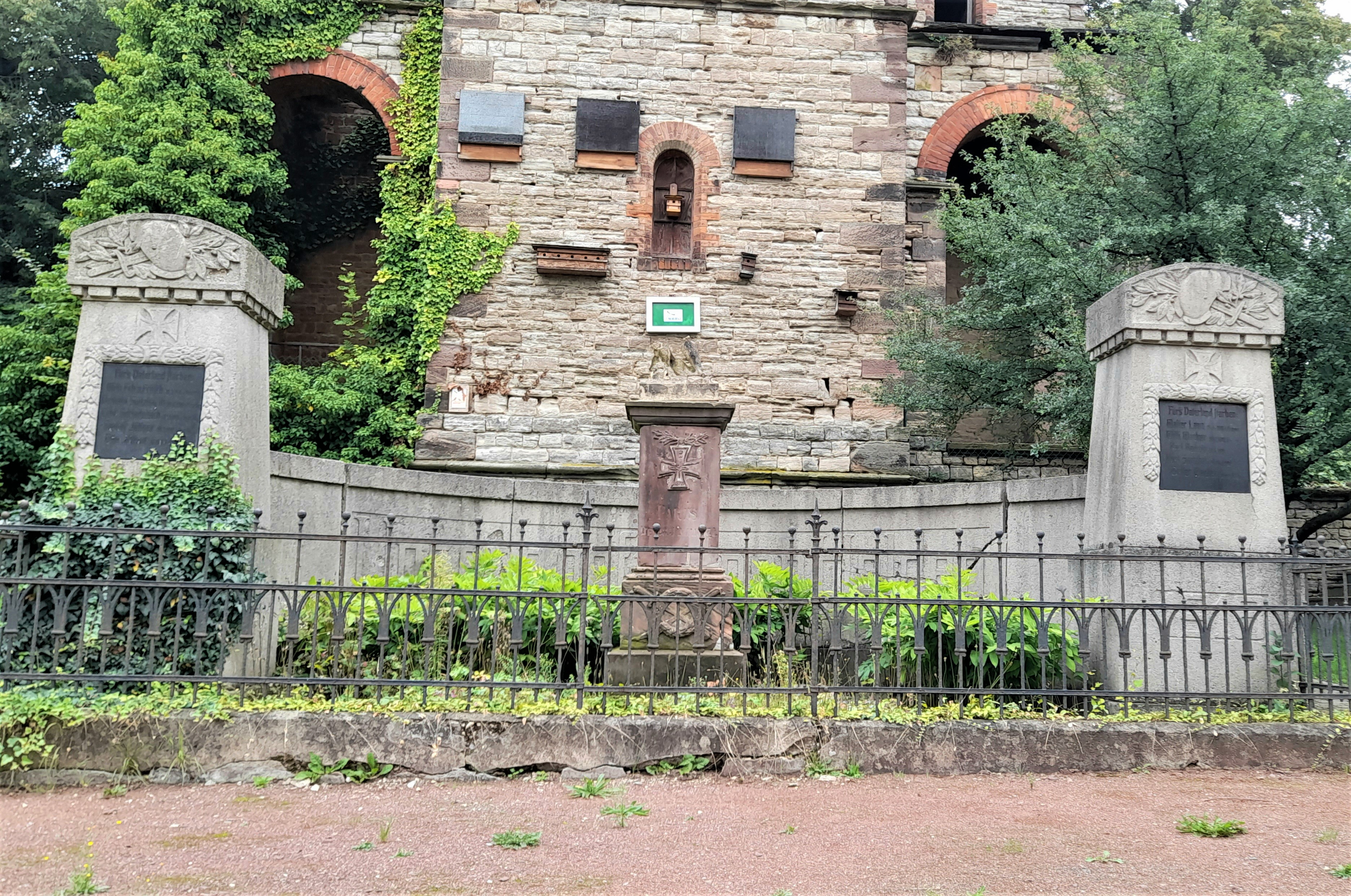
Kriegerdenkmal vor der Kirche

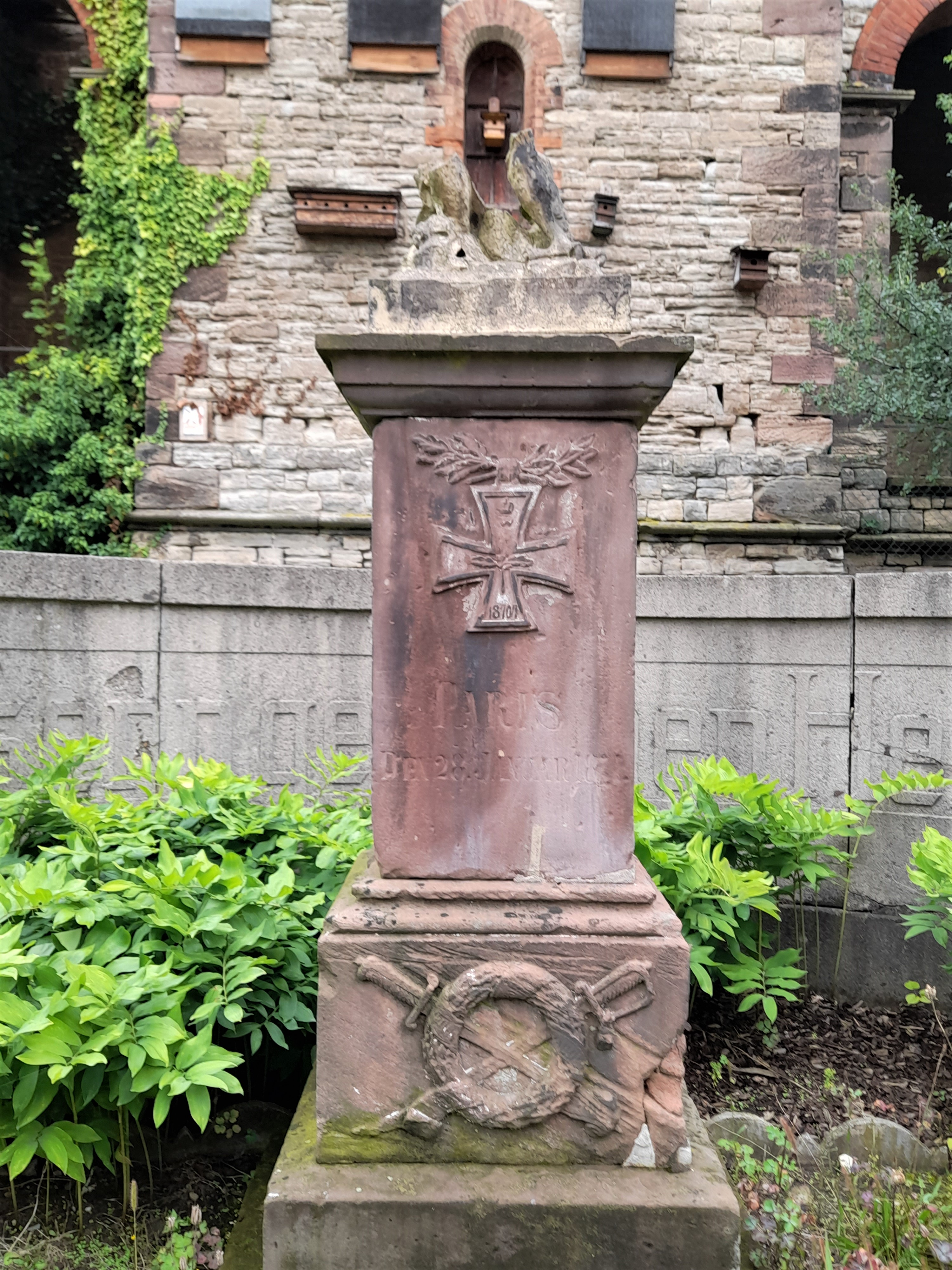
Stele für die 1870/71 Gefallenen

Das Kriegerdenkmal Kleinkorbetha ist ein denkmalgeschütztes Kriegerdenkmal in der Ortschaft Kleinkorbetha des Ortsteils Großkorbetha der Stadt Weißenfels in Sachsen-Anhalt. Im Denkmalverzeichnis von Sachsen-Anhalt ist die Gedenkstätte unter der Erfassungsnummer 094 10495 als Baudenkmal verzeichnet.
Bei dem Kriegerdenkmal von Kleinkorbetha handelt es sich um zwei verschiedene Denkmäler, die westlich der Kirche an der Kleinkorbethaer Straße stehen. Das ältere Denkmal erinnert an drei zentrale Ereignisse der Deutschen Einigungskriege: Die Erstürmung der Düppeler Schanzen am 18. April 1864 im Deutsch-Dänischen Krieg, die Schlacht bei Königgrätz am 3. Juli 1866 im Deutschen Krieg und die Kapitulation von Paris am 28. Januar 1871 im Deutsch-Französischen Krieg. Jedes dieser Ereignisse ist mit dem Datum an einer der Seiten der roten Sandsteinstele unter einem Eisernen Kreuz mit Laubornament vermerkt. Heute besteht das Denkmal nur noch aus diesem Postament sowie geringen Resten des einstigen Oberteils. Am Fuß des Postaments befindet sich ein Relief mit gekreuzten Waffen und einem Kranz.
Das zweite Denkmal erinnert an die Gefallenen und Vermissten des Ersten Weltkriegs. Hinter der Stele befindet sich eine halbrunde Mauer an deren Enden jeweils ein Denkmal steht. Die Mauer trägt die Inschrift Ihren gefallenen Helden. Die Denkmäler sind jeweils als Block mit Sockel und Kämpfer gestaltet. Sie wurden jeweils mit einem Eisernen Kreuz sowie mit einer Stichwaffe verziert, die zusammen mit einem Soldatenhelm in Laubzweigen ruhen. Die Denkmäler besitzen eingelassene Gedenktafeln, auf denen unter der Überschrift „Für’s Vaterland starben“ die Namen der Toten genannt werden. Diese zehn Namen werden mit Name, Todesdatum und Land aufgelistet.
Wenige Meter südlich der Denkmäler befindet sich das Lutherdenkmal.